# Плафон

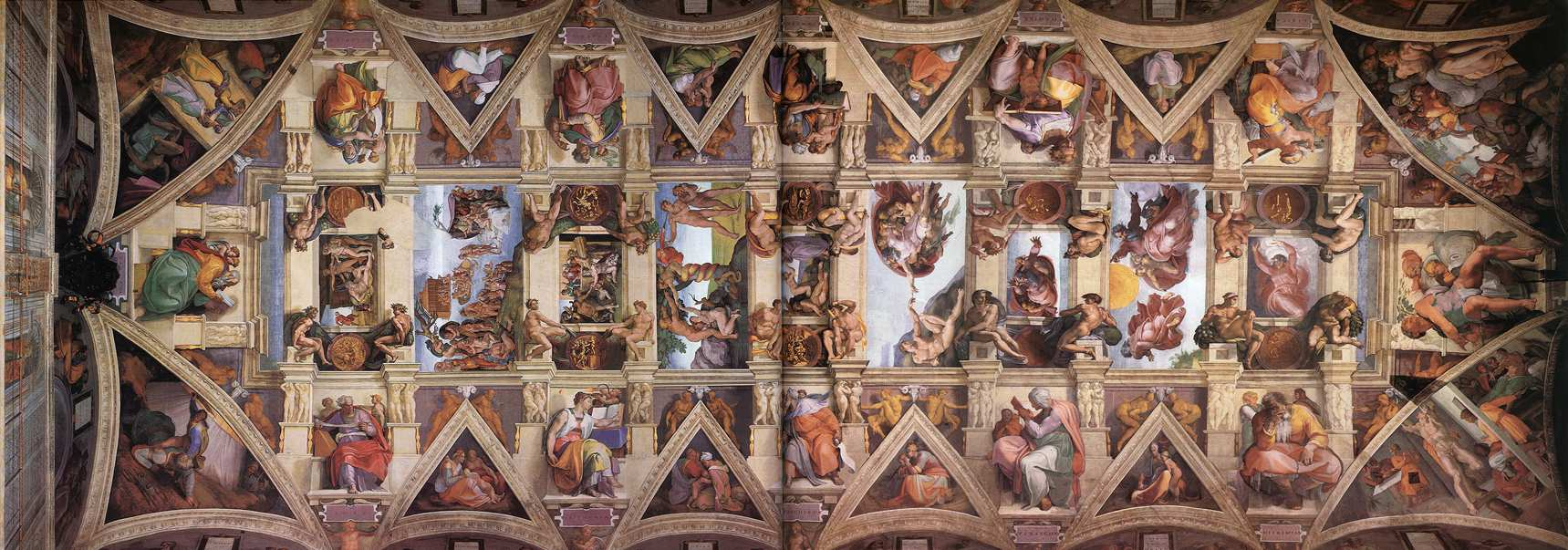
Микеланджело Буонарроти. Роспись потолка Сикстинской капеллы в Ватикане. 1508—1512

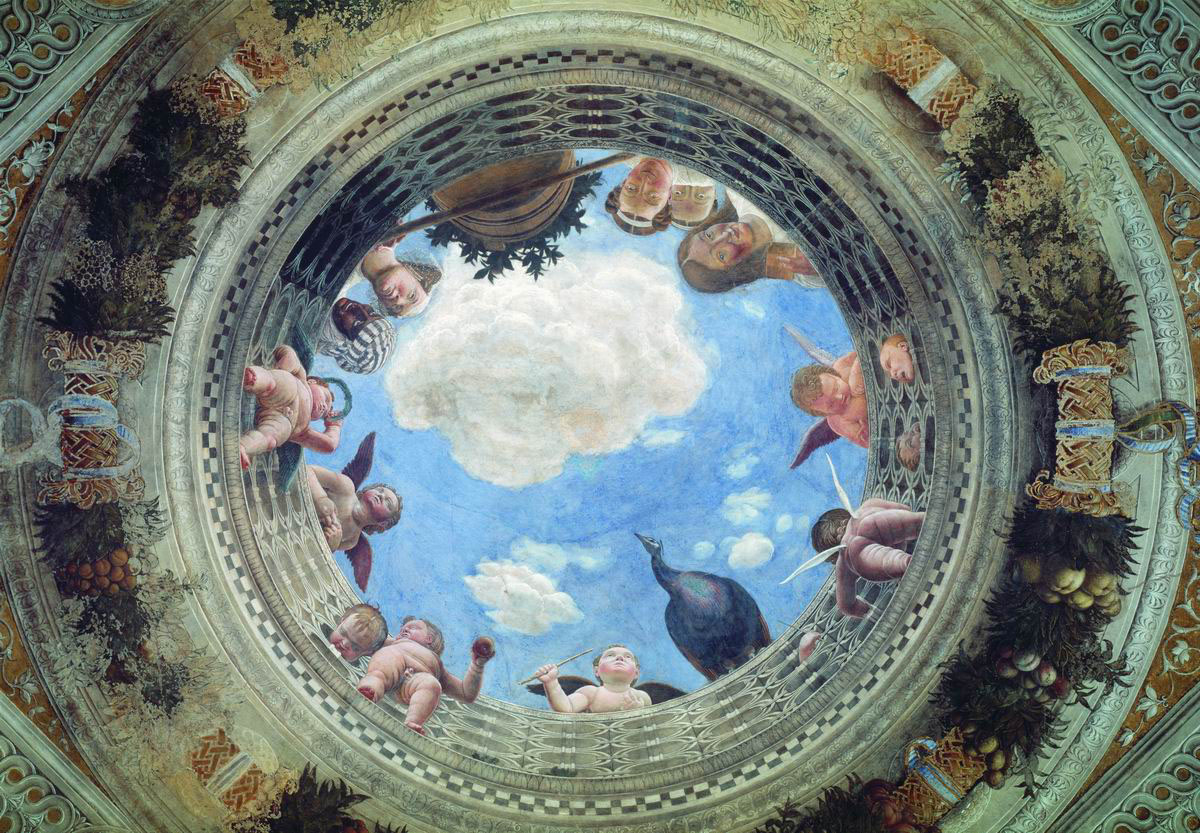
Андреа Мантенья Живописный плафон («окулюс»). Камера дельи Спози в Мантуе. 1473

Плафон (фр. plafond, от plat fond — «плоский фон», потолок) — в теории архитектурной композиции и в проектных чертежах — вид, проекция на архитектурное сооружение снизу (антоним понятия «план» — вид сверху). Отсюда второе, более известное значение слова — композиция, роспись, мозаика, лепнина, украшающие потолок интерьера здания. Центральная часть плафона без падуг и обрамления называется зеркалом.
Традиция росписи плафонов возникла в Италии в эпоху Возрождения. Отдельные части плафона в Италии называли софитами. Росписи внутренних поверхностей сводов и куполов также иногда называют плафонами, но это неверно. Живописные плафоны выполняют в технике фрески или мозаики. Венецианские художники из-за влажного климата не писали фрески, а применяли панно — натянутые на подрамники холсты, которые прикрепляли к потолку. Например, декор плафона Зала Большого совета во Дворце дожей в Венеции (1577—1579). Шедевром плафонной росписи является произведение Микеланджело Буонарроти в Сикстинской капелле Ватикана (1508—1512).
В эпоху барокко живописцы создавали «перспективные плафоны» с иллюзией прорыва плоскости потолка, вместо которого зритель видит небо, облака и летящие фигуры ангелов. Живопись как бы отрицает прочность архитектуры и, сочетаясь с ней, изменяет её тектоническим принципам. Такое сложное взаимодействие представляет собой не просто синтез искусств, а особую художественную игру. В случае использования иллюзорно написанной на плафоне архитектуры в итальянском искусстве иногда используют термин «квадратура».
Многие живописцы-декораторы работали в жанре «взгляда снизу» (итал.  pittura di sotto in sù — «живопись снизу вверх, под потолок»). В этом жанре потолочной росписи использовали различные перспективные эффекты «обмана зрения», так называемой техники «тромплёй» (фр. trompe-l'œil). Таковы росписи плафона Камеры дельи Спози Палаццо Дукале в Мантуе Андреа Мантеньи (1465—1474) или перспективный плафон Андреа Поццо с композицией «Апофеоз Святого Игнатия» в церкви Сант-Иньяцио в Риме (1684).
В XVIII столетии наиболее известным мастером плафонных росписей был венецианский живописец Джованни Батиста Тьеполо. Он работал в Венеции, Мадриде, Аранхуэсе, Вюрцбурге, выполнял заказ для Китайского дворца в Ораниенбауме. В России мастерами перспективных плафонных росписей были итальянцы Дж. Валериани, Пьетро Градицци, С. Торелли, братья Бароцци и Пьетро Гонзага, создавший шедевры иллюзорных росписей в Павловске.
Марк Шагал в 1964 году создал в собственной своеобразной манере плафон парижской Оперы, который никак не связан ни с историей, ни с архитектурным стилем здания. Реакция просвещённой публики была подобна скандалу.